# Euphyia harmonica
Euphyia harmonica är en fjärilsart som beskrevs av Clarke 1926. Euphyia harmonica ingår i släktet Euphyia och familjen mätare. Inga underarter finns listade i Catalogue of Life.